# 鄭士超
鄭士超（1755年—1808年），字卓仁，別字貫亭，清朝政治人物，進士出身。原居臺灣，後隨祖父遷居廣東陽山縣新圩鄉楊梅坑。
而雖然他已遷居廣東，但《淡水廳志》卻仍將在收錄在進士列表，不過只有列出名字。林文龍〈「竹塹七子」成員新證──兼談謎樣的進士鄭士超〉認為可能是鄭士超中進士的消息傳回臺灣淡水廳，但日後修志時撰稿者無法取得具體資料，又不願割捨，結果只以籠統列名的方式處理。

## 生平
鄭士超於乾隆二十年（1755年）出生於臺灣，後來在乾隆卅四年（1769年）左右，即十五歲時隨祖父離開臺灣，定居在廣東省陽山縣新圩鄉楊梅坑。年輕時家裡貧窮，但仍力學不倦，每日記誦2千句話。另外放牧時會帶書去讀，讀到牛都不知去處。後來有同鄉的李濟堂認為他日後必有成就，便將女兒嫁給他，又幫助他上下疏通，協助鄭士超參加科舉。
乾隆四十八年（1783年），鄭士超鄉試中舉。乾隆六十年（1795年）乙卯恩科，以二甲第三名登進士，任官工部補都水司主事。嘉慶六年（1801年）會試同考官，之後先擔任工部營繕司員外郎，次年升為郎中。在此之後又先後擔任浙江、廣西、河南道監察御史。
嘉慶十三年（1808年）時去世。

## 其他
鄭士超在某些資料中，被列為竹塹七子之一。然而林文龍〈「竹塹七子」成員新證──兼談謎樣的進士鄭士超〉一文中認為鄭士超很早便已離開臺灣，應該不是竹塹七子成員之一。